# Yakama Sun Kings
Die Yakama Sun Kings waren ein professionelles Basketballteam, das in der Continental Basketball Association spielte. Das Team war in Yakima, Washington beheimatet und trug seine Spiele im Yakima Sun Dome aus.
Zu Beginn war das Team in Kansas City, Missouri angesiedelt, zog aber schon bald nach Topeka. 1990 zog das Team dann in den Bundesstaat Washington um und wurde in "Yakima Sun Kings" umbenannt. Dort hatte man eine für CBA-Teams ungewöhnlich erfolgreiche Zeit und gewann in den Jahren 1995, 2000 und 2003 jeweils die Meisterschaft. Nach zwei weniger erfolgreichen Jahren wurde das Team dann im Sommer 2005 an den Indianerstamm der Yakama verkauft. Diese benannten das Team in "Yakama Sun Kings" um.
In der Saison 2005/06 lief Ronny Turiaf für insgesamt neun Spiele für die Sun Kings auf. Turiaf war im Sommer zuvor von den Los Angeles Lakers gedraftet worden, musste sich dann allerdings einer Operation am offenen Herzen unterziehen, woraufhin sein Vertrag aufgelöst wurde. Sechs Monate nach der Operation stand Turiaf erstmals für die Sun Kings auf dem Feld. In seinen Spielen kam er auf 13 Punkte und neun Rebounds im Schnitt und wurde anschließend von den Lakers wieder unter Vertrag genommen.
Nach zwei weiteren Meisterschaften in den Jahren 2006 und 2007, wurde am 10. April 2010 bekanntgegeben, dass die Mannschaft aufgrund andauernder Verluste den Spielbetrieb einstellen muss. Verhandlungen mit neuen Investoren führten zu keinem Ergebnis, so dass das Team bis heute nicht wieder aktiv geworden ist.
Später spielte eine Mannschaft desselben Namens in den US-Ligen NAPB und TBL.